# 사우스웨스트뮤지엄역
사우스웨스트뮤지엄역 로스앤젤레스 군 광역철도의 금선역 중 하나이다. 캘리포니아주 로스앤젤레스 북동부 마운트 워싱턴(Mount Washington) 인근 뮤지엄 드라이브의 마리온 웨이(Marmion Way) 교차점 부근에 위치해 있다.
이 역은 역사적으로 유명한 사우스웨스트 박물관의 이름을 따서 지어졌는데, 이 역에서 뮤지엄 드라이브(Museum Drive)를 통해 도보 거리에 있다. 이 역은 예술가인 테디 샌도발(Teddy Sandoval)과 폴 루빈스카스(Paul Polubinskas)가 제작한 "하이랜드 파크 게이트웨이"라는 고급 건축 설계를 특징으로 한다.

## 역 정보

### 역 구조
| 승강장 | 금선                            | ← 헤리티지 스퀘어 역 Heritage Square Station ← 애틀랜틱행 (종착점행)     |
| 승강장 | 섬식 승강장, 왼쪽 출입문이 열림 |                                                                          |
| 승강장 | 금선                            | → 하일랜드파크 역 Highland Park Station → APU/시트러스 칼리지행 (기점행) |

### 열차 운행 정보
이 역에서는 일반 시간에 지하철 운행이 오전 5시부터 시작하여 오전 12시 15분까지 운행한다.

### 인근 역세권
- 아메리칸 인디언 사우스웨스트 박물관(1914년 건립) : 박물관, 도서관, 아카이브, 오토리 국립 센터 재산.[4]
- 어니스트 E. 뎁스 지역 공원내의 오듀본 센터 : 샌라파엘 힐즈의 아로요 세코 파크웨이 동쪽에 위치.
- 칼린 G. 스미스 레크리에이션 센터 : 피게로아 가에서 떨어진 웨스트 애비뉴 46에 위치.[5]
- 카사 데 아도베 박물관 (1916년 건축) — 노스 피게로아 가에 위치, 캘리포니아 사적지 등록, 오터리 내셔널 센터(폐쇄)[6]
- 루미스 하우스(1897년~1907년 건립) — 아로요 세코 파크웨이의 웨스트 애비뉴 42 & 43에 위치, 역사적인 박물관 및 정원.
- 라모나 홀 : 피게로아 거리 4580에 위치.[7]
- 시카모어 그로브 파크 : 피게로아 가, 아로요 세코와 아로요 세코 파크웨이를 따라 위치.[8]

## 연결 가능한 버스 노선
- 메트로 로컬: 81, 83